# Mefedrona
A mefedrona é uma substancia derivada da catinona que possui efeito estimulante e empatógeno mais potente que as outras substâncias de sua família.

## Efeitos
A droga apresenta efeitos parecidos com os do MDMA. O usuário ganha euforia, aumento compulsivo da libido, visão turva, inquietação, fala rápida, aumento dos níveis de alerta e desejo de socializar-se. Produz sudorese exagerada, além de sede e pode ainda causar uma perda na noção de limite do desejo de hidratação, criando a possibilidade de uma intoxicação por excesso de hidratação. Pode ainda causar um aumento considerável dos batimentos cardíacos e se consumida em excesso pode causar alucinações e até ataques cardíacos. A administração frequente pode causar problemas na circulação do indivíduo, problemas na mucosa nasal em caso de uso por insuflação e um baque emocional após o término do efeito da substância.
Vale lembrar também que a substância não passa por controle de qualidade como quando ainda não era ilegal (pois antes tinha uma pureza de cerca de 98%), logo a sua ingestão constitui um risco ainda maior ao usuário, o que cria mais um fator de risco aos usuários.

## Síntese

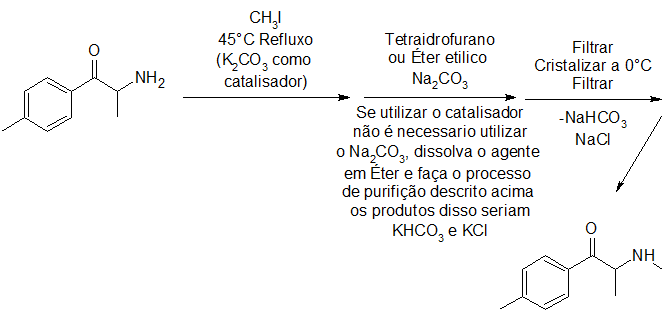

A mefedrona é produzida a partir da halometilação da catinona em ambiente controlado. Utiliza-se catinona para reagir com iodometano em refluxo a 45 graus Celsius e depois é retirado o radical Iodeto de hidrogênio por meio da reação com Carbonato de sódio em Éter, os insolúveis são filtrados e depois se cristaliza e filtra o agente para purificá-lo.

### Síntese MPDE-1
A síntese da mefedrona é feito a partir de uma reação de cloreto de metilmagnésio com 1,4-Diclorobenzen, utiliza-se Tetraidrofurano como solvente padrão. Separa-se os sais precipitados por meio de dissolução em água e com posterior filtração deles, destilando o solvente a 66 graus Celsius e purificando o agente em cristalização em Hexanos.

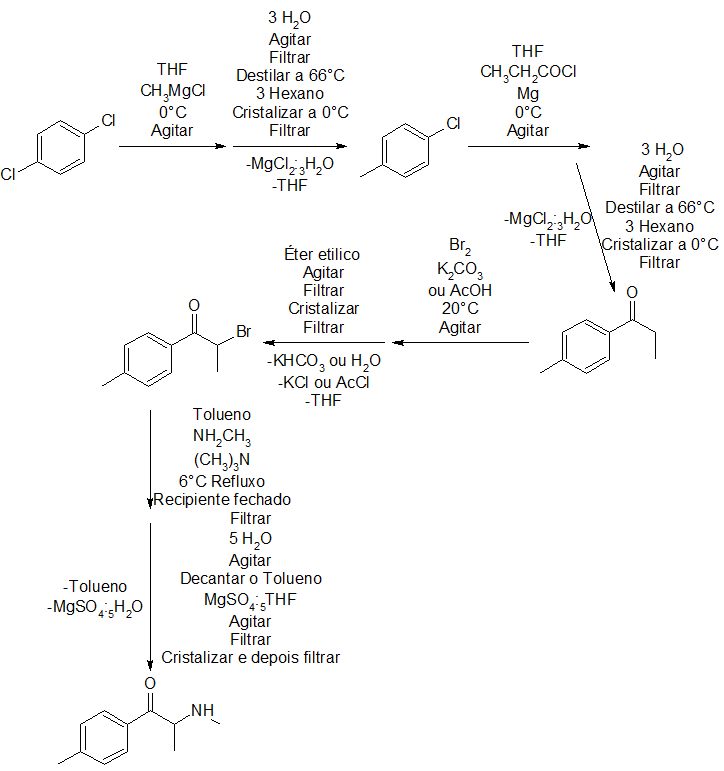

O agente obtido é o 1-Metil-4-clorobenzeno, este é feito reagir de forma semelhante com Cloreto de propionila dissolvida em Tetraidrofurano e em Magnésio em pó, o processo de extração, separação e purificação é semelhante a etapa de obtenção do 1-Metil-4-Clorobenzeno. O agente obtido é feito reagir com Bromo e catalisado com Hidróxido de actínio ou algum sal Carbonato. Depois de reagidos os produtos são dissolvidos em Éter, agitados e depois filtrados, o produto dissolvido no Éter então é cristalizado para haver sua purificação. Logo este é dissolvido em Éter, colocado em um recipiente fechado e feito reagir com uma Mistura de Metilamina com Trimetilamina a 6 graus Celsius perante refluxo. Depois disso os insolúveis são filtrados, adiciona-se água para decantar o Tolueno e depois Sulfato de magnésio com éter para absorver a água na solução e posteriormente filtra-los. A mefedrona é então cristalizada e secada ao ar livre.

## Sociedade e cultura
Foi muito utilizada na Europa em meados de 2010 por ser uma alternativa ainda legal, mais barata e mais energética do que o MDMA. E por ter um efeito único e causador de uso compulsivo criou um grande séquito de usuários pelo mundo todo. Especialmente por onde a cultura da musica eletrônica era muito difundida entre os jovens e jovens adultos, inclusive pelo fato de até então não ser identificada em exames que identificavam o uso de drogas. Causou centenas de mortes por abuso da substância e foi proibida em grande parte dos países pelo mundo todo.

No Brasil, a Agência Nacional de Vigilância Sanitária (Anvisa) decidiu incluir a substância na relação de drogas de uso e comércio proscrito no Brasil. Era vendida como fertilizante, afim de driblar as leis que regulamentam os produtos químicos e poder ser comercializada de forma livre e aberta, inclusive por meio dos correios.